# ASCII Media Works
ASCII Media Works (japanisch アスキー・メディアワークス Asukī Media Wākusu) ist ein Imprint für Bücher, Mangas, Videospiele und Magazine des japanischen Verlags Kadokawa.

## Geschichte
Das Unternehmen K.K. ASCII Media Works (株式会社アスキー・メディアワークス Kabushiki kaisha Asukī Media Wākusu, englisch ASCII Media Works, Inc.) entstand am 1. April 2008 aus dem Zusammenschluss des Subkulturverlags Media Works mit dem IT-Verlag ASCII. Präsident des Unternehmens wurde Kiyoshi Takano, der zuvor ASCII geleitet hat.
2013 wurde das Mutterunternehmen Kadokawa Group Holdings in Kadokawa umbenannt und am 1. Oktober 2013 die acht Verlage der Unternehmensgruppe, darunter ASCII Media Works, als eigenständige Unternehmen aufgelöst und als Marken (Imprints) von Kadokawa weitergeführt.

## Programm
Der Verlag vertreibt unter anderem eine Reihe von Magazinen und Büchern unter dem Namen Dengeki (電撃), so das Mangamagazin Dengeki Daioh, das Spielemagazin Dengeki G’s Magazine und der Imprint Dengeki Bunko. Daneben verlegt das Unternehmen Magazine zu IT-Themen, Light Novels, Computerspielen, vertreibt Spielfiguren und ist an der Produktion von Animes beteiligt.

### Magazine
Aktuell
- Dengeki Arcade Card Game
- Dengeki Bunko Magazine
- Dengeki Daioh
- Dengeki G’s Magazine
- Dengeki Hime
- Dengeki Hobby Magazine
- Dengeki Layers
- Dengeki Maoh
- Dengeki Nintendo DS
- Dengeki PlayStation
- Figure Maniacs Otome Gumi
- Hoshi Navi
- MacPeople
- Macpower
- ASCII Dot PC
- ASCII.technologies
- Weekly ASCII
- Monthly Business ASCII
- Sylph

Eingestellt
- Dengeki Daioh Genesis (2010–2012)[2]
- Network Magazine
- Unix Magazine